# Charles Allen (scriitor)
Charles Allen (n. 1940, Kanpur, India Britanică – d. 16 august 2020, Anglia, Regatul Unit) a fost un scriitor profesionist și istoric britanic. A scris și publicat mai multe cărți de istorie populară a coloniilor britanice, mai ales a Indiei Britanice.

## Biografie
S-a născut în 1940 în India, locul de origine al părinților săi britanici, dar trăiește în prezent la Londra.
Lucrările de istorie populară ale lui Allen se concentrează în mare măsură pe India și Subcontinentul Indian. Una dintre cărțile sale cele mai cunoscute este Kipling Sahib: India and the making of Rudyard Kipling, o biografie romanțată a scriitorului Rudyard Kipling.

## Lucrări

### Cărți
- 1975. Plain Tales from the Raj: Images of British India in the Twentieth Century.
- 1977. RAJ: A Scrapbook of British India 1877-1947. ISBN: 0-31266-307-2
- 1979. Tales from the Dark Continent: Images of British Colonial Africa in the Twentieth Century.
- 1982. A Mountain in Tibet: The Search for Mount Kailas and the Sources of the Great Rivers of India.
- 1983. Tales from the South China Seas: Images of the British in South-East Asia in the Twentieth Century.
- 1984. Lives of the Indian Princes, împreună cu Sharada Dwivedi.
- 1987. Kipling's Kingdom: His Best Indian Stories.
- 1986. A Glimpse of the Burning Plain: Leaves from the Journals of Charlotte Canning.
- 1988. A Soldier of the Company: Life of an Indian Ensign 1833-43. ISBN: 0-71813-121-5
- 1989. Architecture of the British Empire, Ed. R. Fermor-Hesketh.
- 1990. The Savage Wars of Peace: Soldiers' Voices 1945-1989. ISBN: 0-71812-882-6
- 1991. Thunder and Lightning: the RAF in the Gulf War.
- 1999. The Search for Shangri-La: a Journey into Tibetan History.
- 2000. India Through the Lens: Photography 1840-1911, Ed. Vidya Dehejia.
- 2000. Soldier Sahibs: the Men who Made the North-West Frontier. ISBN: 0-78670-861-1.
- 2002. The Buddha and the Sahibs: the Men who Discovered India's Lost Religion.
- 2004. Duel in the Snows: the True Story of the Younghusband Mission to Lhasa.
- 2005. Maharajas: Resonance from the Past.
- 2006. God's Terrorists: the Wahhabi Cult and the Hidden Roots of Modern Jihad.
- 2007. Kipling Sahib: India and the Making of Rudyard Kipling.ISBN: 978-0-349-11685-3.
- 2008. The Buddha and Dr Fuhrer: an Archaeological Scandal. ISBN: 978-014341-574-9.
- 2011. The Taj at Apollo Bunder: the History of the Taj Mahal Palace, Mumbai, împreună cu Sharada Dwivedi.
- 2012. Ashoka: the Search for India's Lost Emperor. ISBN: 1-46830-071-7.
- 2015. The Prisoner of Kathmandu: Brian Hodgson in Nepal 1820-43. ISBN: 978-1-910376-11-9.
- 2017. Coromandel: a personal history of South India. ISBN: 978-1-4087-0539-1.
- 2017. Introduction to Rudyard Kipling, The Eyes of Asia.

### Film
- 2013. Bones of Buddha (prezentator)

## Legături externe
- Lucrări de sau despre Charles Allen (scriitor) în biblioteci (catalog WorldCat)